# トリエステ＝オピチナ・トラム
トリエステ＝オピチナ・トラム（イタリア語: Linea tranviaria : Trieste - Opicina）は、イタリアのトリエステ市内、中心部のオベルダン広場と郊外のオピチナ地区を結ぶトラム路線である。
2016年8月16日の衝突事故後運休していたが、2025年2月1日から大部分の区間で運転を再開している。

## 歴史
1857年にトリエステまで全通したオーストリア南部鉄道は、オピチナ地区からトリエステ市街地までの標高差を吸収するため、約32kmの迂回路線を取る必要があった。したがって、オピチナ地区からトリエステ市街地までより短い距離で結ぶトラム路線が建設されることとなった。
1902年、一部をラック式鉄道としたトリエステ＝オピチナ・トラムが開通し、1906年にはヴィッラ・オピチナ停留所からオーストリア南部鉄道のオピチナ駅まで1.2kmが新たに開業した。1928年には、ラック式鉄道の部分がケーブルカー方式に変更された。1938年に、オピチナ停留所とオピチナ駅間が廃止された。1961年に、トリエステ＝オピチナ・トラムは私鉄から公営鉄道（トリエステ当局）に運営主体が変更された。
2016年8月14日、コンコネッロ停留所付近で404と405が正面衝突して8人が負傷し、以後運休している。司法処理の必要性と、車両が古典的な車両であるため部品の調達が難しく個々に作成する必要性が指摘されている。
当初、2017年夏頃の復旧が予定されていたが実現しなかった。作業は2020年に完成する予定とされたが、2025年2月1日にダルマチア広場（piazza Dalmazia）からヴィッラ・オピチナ（Villa Opicina）停留所までの運転が再開された。オベルダン広場からダルマチア広場まで約100mの区間は依然運休中である。また、再開当初トラムの運行本数が限られることもあり、オベルダン広場からオピチナまでの代行バス2/系統も引き続き運行されている。

## 概要
トリエステ＝オピチナ・トラムは、標高3mのオベルダン広場から標高329mのオピチナ地区の間を結ぶ単線路線である。
市内中心部側起点のオベルダン広場（Piazza Oberdan）停留所からスコルコラ広場（Piazza Scorcola）停留所までの約400mの区間は道路上を走る併用軌道、スコルコラ広場停留所からヴェッタ・スコルコラ（Vetta Scorcola）停留所までの約800mの区間は専用のケーブルカーに押されて標高差160m、最大勾配260パーミルの急勾配を登坂する。そこから先、終点となるオピチナ地区のヴィッラ・オピチナ（Villa Opicina）停留所までの区間は主に専用軌道を走る。
途中、4箇所の列車交換施設（いわゆる単線路線での列車の行き違い施設）があり、うち1箇所はケーブルカー区間に存在している。

### 車両

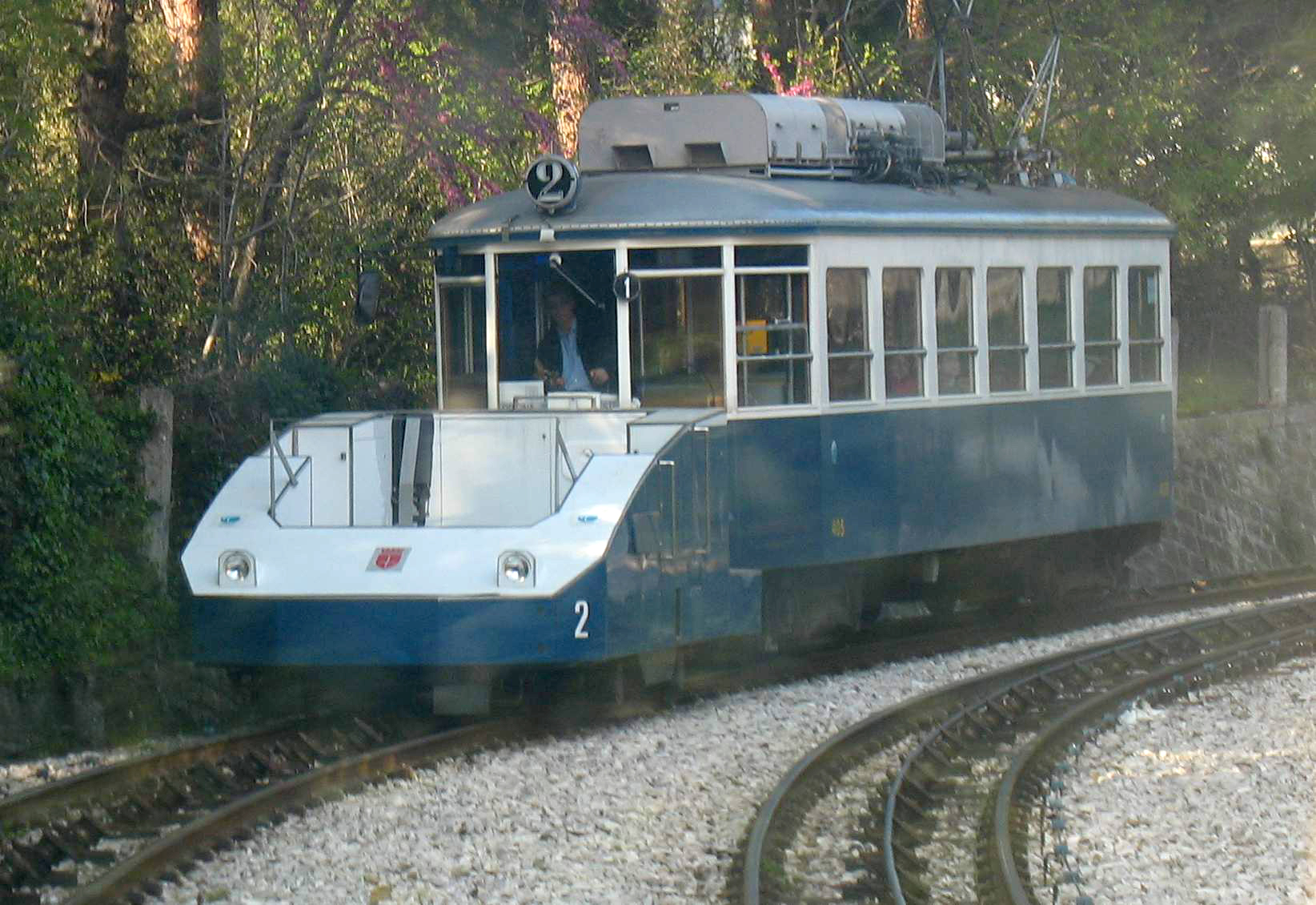
ケーブルカー・ユニットを結合したトラム車両

車両諸元
車体長 13,370mm
車体幅 2,500mm
車体高 4,800mm, パンタ折りたたみ時 3,450mm
固定軸距 1,820mm
自重 17,000kg
主電動機 GDTM 1252型 550V 4P 25kW × 4台
製造者 Officine Meccaniche della Stanga(機械), Tecnomasio Italiano Brown Boveri(電気)
現有車両
401 : 1935年製造
402 : 1935年製造
404 : 1935年製造
405 : 1935年製造
406 : 1942年製造
407 : 1942年製造

### ケーブルカー
ケーブルカー・ユニット（carro scudo）はトラム車両のトリエステ市街方向側（坂の下側）に結合されるが、単に重力でトラムの車体がケーブルカー・ユニットに押し付けられているだけで、連結されているわけではない。
2両のケーブルカー・ユニット（carro scudo）はケーブルで結合されており交走式となっている。ケーブルカー区間の行き違い地点とヴェッタ・スコルコラ停留所の間は間隔の狭い複線になっており、それぞれのケーブルカー・ユニットが異なる線路を走る。現在使われているユニットは2005年に製造されたものである。
ケーブルカー・ユニットの車輪は、交走式ケーブルカーで広く用いられているアプトスイッチ用の車両と同様に、片側サイドが両フランジ、反対側サイドがフランジなしとなっていて、複線となっているすれ違い箇所より上の区間ではそれぞれのケーブルカー・ユニットが専用の線路を走行する。ケーブルカー区間の分岐器は、アプトスイッチではトラム車両が通過できない一方でトングレールを用いる通常の鋭端ポイントではケーブルカー・ユニットが通過できないため、両者が走行できる鈍端ポイントが用いられている。

## 路線
|  | KBHFa |

|  | HST |

|  | DSTRa@g |

|  | hHST |

|  | hHST |

|  | DSTRe@f |

|  | HST |

|  | HST |

|  | HST |

|  | HST |

|  | HST |

|  | HST |

|  | HST |

|  | HST |

|  | KBHFxe |

|  | exKHSTe |

|  | KBHFa |

|  | HST |

|  | DSTRa@g |

|  | hHST |

|  | hHST |

|  | DSTRe@f |

|  | HST |

|  | HST |

|  | HST |

|  | HST |

|  | HST |

|  | HST |

|  | HST |

|  | HST |

|  | KBHFxe |

|  | exKHSTe |

平日および休日の標準的な運行頻度と所要時間は次のとおりである。
7時から20時まで、1時間に3本（20分毎）
ただし、2025年3月時点では代行バス2/系統が7時から20時まで1時間に3本（20分毎）、トラムは2月17日からの暫定ダイヤ（2編成運用）で7時から20時まで19往復（43分毎）。
始発駅から終点までの所要時間は約30分（代行バス2/系統は約10～15分）であり、2025年現在の運賃は1.5ユーロである。